# Vegafonna
De Vegafonna is een ijskap op het eiland Nordaustlandet, dat deel uitmaakt van de Noorse eilandengroep Spitsbergen. De ijskap ligt in Gustav Adolf Land op het schiereiland Scaniahalvøya, het zuidwestelijke deel van het eiland.
Ten noorden van de ijskap ligt de baai Palanderbukta en Torellneset ligt in het zuiden. Westelijker op het schiereiland ligt de ijskap Glitnefonna en oostelijker de Sørfonna.
Aan de noordzijde van de ijskap liggen twee gletsjers die in de baai Palanderbukta uitkomen: Palanderbreen en Ericabreen.
De ijskap is vernoemd naar het schip de SS Vega.